# Schwedische Badmintonmeisterschaft 2013
Die Schwedische Badmintonmeisterschaft 2013 fand vom 1. bis zum 3. Februar 2013 in Uddevalla statt.

## Medaillengewinner
| Disziplin    | Gold                              | Silber                                | Bronze                         |
| ------------ | --------------------------------- | ------------------------------------- | ------------------------------ |
| Herreneinzel | Gabriel Ulldahl                   | Henri Hurskainen                      | Mattias Wigardt                |
| Herreneinzel | Gabriel Ulldahl                   | Henri Hurskainen                      | Mathias Borg                   |
| Dameneinzel  | Matilda Petersen                  | Christine Pettersson                  | Ellinor Widh                   |
| Dameneinzel  | Matilda Petersen                  | Christine Pettersson                  | Malin Andersson                |
| Herrendoppel | Patrik Lundqvist Jonathan Nordh   | Kristofer C. Lindmark Albert Sjöström | Filip Myhrén Jacob Nilsson     |
| Herrendoppel | Patrik Lundqvist Jonathan Nordh   | Kristofer C. Lindmark Albert Sjöström | Sebastian Gransbo Peder Nordin |
| Damendoppel  | Emelie Lennartsson Emma Wengberg  | Elin Bergblom Amanda Högström         | Jennie Carlsson Sanne Ekberg   |
| Damendoppel  | Emelie Lennartsson Emma Wengberg  | Elin Bergblom Amanda Högström         | Louise Eriksson Amanda Wallin  |
| Mixed        | Jonathan Nordh Emelie Lennartsson | Nico Ruponen Amanda Högström          | Magnus Sahlberg Cecilia Bjunér |
| Mixed        | Jonathan Nordh Emelie Lennartsson | Nico Ruponen Amanda Högström          | Patrik Lundqvist Amanda Wallin |